# Boris Kuzniecow (historyk)
Boris Gieorgijewicz Kuzniecow (ros. Бори́с Григо́рьевич Кузнецо́в), właśc. Szapiro (ros. Шапиро; 2 października 5 października 1903, zm. 5 września 1984 w Moskwie) – radziecki inżynier elektrotechniki i historyk nauki żydowskiego pochodzenia, doktor nauk filozoficznych (1937).

## Życiorys
Absolwent Instytutu Politechnicznego (1925), ukończył także studia na Wydziale Historii Uniwersytetu Dnieprzańskiego (1927). Na początku lat 30. XX wieku kierował Wszechzwiązkowym Instytutem Badawczym Energetyki i Elektryfikacji. Potem pracował w zakładzie historii przerodoznawstwa i techniki przy  Akademii Nauk ZSRR. W latach 1930–1939 pełnił funkcję kierownika katedry w Moskiewskim Instytucie Energetycznym.

## Publikacje
Przekłady na język polski
- Boris Kuznecov: Teoria względności : wykład popularny. Z ros. tł. Stanisław Bażański. Warszawa: Państwowe Wydawnictwo Naukowe, 1962. (pol.). Brak numerów stron w książce
- Borys Kuzniecow: Albert Einstein. Tłumaczyli : Zdzisław Mroczek i Antoni Zambrowski. Warszawa: Państwowe Wydawnictwo Naukowe, 1966. (pol.). Brak numerów stron w książce
- Boris Kuznecov: Nauka w roku 2000. Tł. Romuald Romicki. Warszawa: Wydawnictwa Naukowo-Techniczne, 1971. (pol.). Brak numerów stron w książce
- Borys Kuzniecow: Historia filozofii dla fizyków i matematyków. Z ros. przeł. Zygmunt Simbierowicz. Warszawa: Państwowe Wydawnictwo Naukowe, 1980, seria: Wprost rozmowy filozoficzne, żaden podręcznik. (pol.). Brak numerów stron w książce
- Borys Kuzniecow: Filozofia optymizmu. Z ros. przeł. Bronisława Konopielko. Wrocław: Zakład Narodowy im. Ossolińskich, 1981. (pol.). Brak numerów stron w książce
- Borys Kuzniecow: Wartość poznania : szkice z współczesnej teorii nauki. Przeł. Witold Martyna. Wrocław: Zakład Narodowy im. Ossolińskich, 1982. (pol.). Brak numerów stron w książce